# The Orville
The Orville er en Amerikansk science fiction - komedie-drama - serie skabt af Seth MacFarlane. Serien havde premiere søndag, 10. September, 2017, og nye afsnit vises om torsdagen på den amerikaske tv-kanal Fox i 2017-18 sæsonen. MacFarlane spiller hovedrollen som Ed Mercer, en officer i Den Planetariske Unions linje af  sonderende rumfartøjer , hvis karriere gik ned ad bakke efter hans skilsmisse. Han får kommandoen over rumskibet som serien er opkaldt efter, som hans første kommando, kun for at opdage, at hans ex-kone, Kelly Grayson (Adrianne Palicki), er blevet udpeget til at være hans førsteofficer. Inspireret af tv-serien Star Trek fortæller serien historien om Mercer, Grayson, og besætningen af Orville som de begiver sig ud på forskellige diplomatiske og sonderende missioner. Fox har fornyet den serie til en anden sæson.